# Cité des 3000
La cité des 3000, aussi appelée depuis 1979 la Rose-des-Vents ou Cité de la Rose-des-Vents, est un quartier d'Aulnay-sous-Bois construit à la fin des années 1960.
La cité est classée quartier prioritaire, au sein d'une très vaste zone regroupant plusieurs autres quartiers, y compris Les Beaudottes à Sevran.

## Historique
Le chantier de création de la cité sur dans le nord d'Aulnay-sous-Bois sur d'anciennes terres agricoles commence en 1967, d'après les plans de Pierre-Paul Risterucci, Georges Bertrand, Eugène Wasserman et Roland Dubrulle,. Le plan, qui alterne barres et tours cruciformes d'au plus 13 étages, comporte à l'origine 3132 logements, espaces verts, équipements scolaires et centre commercial (dessiné aussi par Risterucci assisté de Nina Schuch). La cité des 3000 ouvre en 1970, au moment de l'installation de l'usine Citroën dans la ZI Paris-Nord, pour permettre à de nombreux salariés, ouvriers comme cadres, français ou  issus de l'immigration maghrébine, espagnole, portugaise ou italienne, de l'entreprise d'y vivre,.
En 1970, Ionel Schein écrit dans son livre "PARIS CONSTRUIT, GUIDE DE L’ARCHITECTURE CONTEMPORAINE", « La cité des 3000 est un des rares exemples d’un grand ensemble dense, n'ayant aucune génialité dans le détail architectural, à la limite, on n'en a pas besoin, mais des vis-à-vis, des liaisons des rapprochements qui coupent le vide, qui le combattent qui permettent des échanges, c’est l’essentiel ».
Le quartier subit un double effet de ghettoïsation et de paupérisation dans les années 1970-1980. Le chômage augmente à la suite des suppressions d'emplois, que ce soit les réductions d'effectifs à Citroën à cause des crises pétrolière et de l'automobile, la fermeture d'Ideal Standard ou des boutiques du centre commercial face à la concurrence de plus grands centres régionaux. Ce phénomène est aggravé par des politiques d'accession à la propriété, qui a conduit les ménages les plus riches de la cité à quitter le quartier pour vivre dans un pavillon.
La ghettoïsation quant à elle fait suite à la fois aux politiques de rénovation des centres-villes qui relèguent les familles immigrées vers la périphérie et notamment la cité des 3000 mais aussi à des pratiques discriminatoires d'attribution des logements, les familles blanches pouvant s'installer au Pré-Saint-Gervais quand les autres ne peuvent quitter le quartier.
Depuis la seconde moitié des années 2000, la cité bénéficie, dans le cadre du Nouveau Programme de Rénovation Urbaine (ANRU et NPNRU) d'une importante restructuration avec la destruction de tours (quartiers Aquilon, Zephyr, Brise...) et la construction de nouveaux logements, notamment le long de la nationale 2... Notons que la disparition de la « barre du Galion-Galerie Surcouf » et de ses commerces qui y étaient implantés a conduit à l'émergence d'un nouveau quartier commercial : "Le Grand Paris".

## Personnalités liées au quartier
- Adrien Gasmi (né en 1986), joueur international français de futsal[4]
- Moussa Sissoko (né en 1989), footballeur international français, a vécu dans le quartier de sa naissance à 2001[5]. Son portrait géant orna un temps Le Galion, une des barres du quartier[5]
- Saïd Taghmaoui (né en 1973), acteur franco-marocain.
- Steve Tientcheu (né en 1982), acteur et réalisateur.
- Alice Diop (née en 1979), réalisatrice française
- Salima Yenbou, (née en 1971), députée européenne
- Aya Nakamura,

## Films tournés dans le quartier
- 2011 : Beur sur la ville de Djamel Bensalah
- 2011 : Les Mythos de Denis Thybaud